# Torre del Pizzo
Torre del Pizzo chiamata Tu Cutieri (dal greco akrotérion, che significa "estremità" o "promontorio"), è una torre costiera del Salento situata nel comune di Gallipoli, in località Punta Pizzo.

## Storia e descrizione
Venne costruita con scopi difensivi nel 1569 e fu voluta da Carlo V nel progetto delle torri a difesa della penisola salentina.
Realizzata con conci regolari, presenta alla base una pianta tronco-conica e prosegue, dopo il cordolo, con una forma cilindrica. È di colore bianco malta. Una scala esterna permette di accedere all'interno attraverso una piccola porta posta al primo piano. Come caratteristica distintiva ha una protuberanza triangolare sulla cima in corrispondenza della porta di accesso (il "pizzo" appunto) ben visibile anche da lontano.
Comunicava a nord con Torre San Giovanni la Pedata e a sud con Torre Suda, nel comune di Racale.
Nel 2012 è stata location ottimale del videoclip della canzone di Biagio Antonacci "Non vivo più senza te" (un'ulteriore parte del videoclip è girata presso la vicina "Punta della Suina").
È immersa nel parco naturale di Baia di Gallipoli e isola di Sant'Andrea e nei suoi dintorni nidifica una poiana che è a caccia di lucertole e piccoli roditori.